# Rio Mundaú (vattendrag)
Rio Mundaú är ett vattendrag i Brasilien. Det ligger i den östra delen av landet, 1 500 km nordost om huvudstaden Brasília.
Området kring  Rio Mundaú är mycket tätbefolkat, med 1 692 invånare per kvadratkilometer.